# David Ignatius
David Ignatius, né le 26 mai 1950 à Cambridge au Massachusetts aux États-Unis, est un écrivain et un journaliste américain, auteur de romans d'espionnage.

## Biographie
Il fait des études à l'université Harvard, où il obtient un diplôme en 1973, puis au King's College de l'université de Cambridge, où il obtient un diplôme d'économie en 1975.
Journaliste, il travaille pour de nombreux journaux et magazines américains, comme Washington Monthly (en), The New York Times Magazine, The Atlantic Monthly, Foreign Affairs, The New Republic, The Wall Street Journal, The Washington Post, International Herald Tribune, The Daily Star (en) et The Harvard Crimson dans lesquels il s'occupe des rubriques « Diplomatie » ou « Moyen-Orient ».
En 1987, il publie son premier roman d'espionnage, Un espion innocent (Agents of Innocence). Suivent en 1991, Nom de code, Siro (Siro), en 1995, La Banque de la peur (The Bank of Fear), en 1997, Le Scoop (A Firing Offense), en 2000, Le Magnat (The Sun King). Pour Claude Mesplède, « tous ces ouvrages sont solidement charpentés, très documentés, agréables à lire, et donnent parfois lieu à de stupéfiantes révélations ».

## Œuvre

### Romans
- Agents of Innocence (1987) Publié en français sous le titre Un espion innocent, Paris, Éditions Gérard de Villiers (1988)  (ISBN 2-7386-0011-5)
- Siro (1991) Publié en français sous le titre Nom de code, Siro, Paris, Éditions du Seuil, coll. « Seuil policiers » (1992)  (ISBN 2-02-013635-X) ; réédition, Paris, Éditions du Seuil, coll. « Points » no 689 (1994)  (ISBN 2-02-022274-4)
- The Bank of Fear (1995) Publié en français sous le titre La Banque de la peur, Paris, Éditions de l'Archipel (2001)  (ISBN 2-84187-281-5) ; réédition, Paris, Pocket, coll. « Presses-Pocket » no 11462 (2005)  (ISBN 2-266-11755-6)
- A Firing Offense (1997) Publié en français sous le titre Le Scoop, Paris, Éditions de l'Archipel, coll. « Les Maîtres du suspense » (1998)  (ISBN 2-84187-129-0) ; réédition, Paris, Pocket, coll. « Presses-Pocket » no 10635 (2001)  (ISBN 2-266-09183-2)
- The Sun King (2000) Publié en français sous le titre Le Magnat, Paris, Éditions de l'Archipel (2002)  (ISBN 2-84187-353-6) ; réédition, Paris, Pocket, coll. « Presses-Pocket » no 11695 (2004)  (ISBN 2-266-12522-2)
- Body of Lies (2007) Publié en français sous le titre Une vie de mensonges, Paris, Éditions Odile Jacob, coll. « Thriller » (2007)  (ISBN 978-2-7381-1973-5) ; réédition, Paris, Éditions Odile Jacob, coll. « Poches thriller » no 3 (2008)  (ISBN 978-2-7381-2130-1), réédition Le Grand Livre du mois (2008)  (ISBN 978-2-286-04976-8)
- The Increment (2009) Publié en français sous le titre Exfiltration, Paris, Éditions Odile Jacob, coll. « Thriller » (2009)  (ISBN 978-2-7381-2283-4) ; réédition, Paris, Éditions Odile Jacob, coll. « Poches thriller » no 7 (2010)  (ISBN 978-2-7381-2438-8)
- Bloodmoney (2011) Publié en français sous le titre Bloodmoney, Paris, Paris, Éditions Jean-Claude Lattès (2012)  (ISBN 978-2-7096-3957-6)
- The Director (2014)  (ISBN 978-0-393-07814-5)
- The Quantum Spy (2017)
- The Paladin (2020)

### Autre ouvrage
- America and the World: Conversations on the Future of American Foreign Policy (2009)

## Filmographie

### Adaptation
- 2008 : Mensonges d'état (Body of Lies), film américano-britannique réalisé par Ridley Scott, adaptation du roman Une vie de mensonges (Body of Lies), avec Leonardo DiCaprio, Russell Crowe et Mark Strong

## Source
: document utilisé comme source pour la rédaction de cet article.
- Claude Mesplède (dir.), Dictionnaire des littératures policières, vol. 1 : A - I, Nantes, Joseph K, coll. « Temps noir », 2007, 1054 p. (ISBN 978-2-910-68644-4, OCLC 315873251), p. 1025-1026